# Mezőméhes község
Mezőméhes község (románul: Comuna Miheșu de Câmpie) község Maros megyében, Romániában. Központja Mezőméhes, beosztott falvai Cserhágó, Groapa Rădăii, Kendeffytanya, Kissályi, Mezővelkér, Mogoaia, Ștefanca.

## Népessége
A 2011-es népszámlálás adatai alapján a község népessége 2447 fő volt.